# Veliki plamenec
Veliki flamingo (znanstveno ime Phoenicopterus roseus) je najbolj razširjena in največja vrsta iz družine plamencev. Pogosti so v Starem svetu, najdemo jih v severni (obalni) in podsaharski Afriki, na Indijski podcelini (južno od Himalaje), na Bližnjem vzhodu, v Levantu, Perzijskem zalivu, Adenskem zalivu, Rdečem morju in sredozemskih državah južne Evrope.

## Taksonomija
Velikega plamenca je leta 1811 opisal Peter Simon Pallas. Prej so mislili, da pripada isti vrsti kot ameriški plamenec (Phoenicopterus ruber), vendar se zaradi razlik v barvi glave, vratu, telesa in kljuna oba plamenca najpogosteje štejeta za ločeni vrsti. Veliki plamenec nima podvrste in je zato monotipičen.

## Opis
Veliki plamenec je največja živeča vrsta plamencev, saj je v povprečju visok 110–150 cm in tehta 2–4 kg. Zabeležili so, da so največji samci visoki do 187 cm in tehtajo 4,5 kg.
Večina perja je rožnato-bela, pokrovna peresa na krilih pa so rdeča, primarna in sekundarna letalna peresa pa črna. Kljun je rožnat z omejeno črno konico, noge pa so povsem rožnate. Klic je podoben gosjemu trobljenju.
Piščanci so prekriti s sivim puhastim puhom. Pododrasli flamingi so svetlejši s temnimi nogami. Odrasli piščanci, ki se hranijo, prav tako postanejo svetlejši, vendar ohranijo svetlo rožnate noge. Obarvanost izvira iz karotenoidnih pigmentov v organizmih, ki živijo na njihovih prehranjevalnih območjih. Izločki uropigialne žleze vsebujejo tudi karotenoide. Med gnezditveno sezono veliki plamenci pogosteje širijo uropigialne izločke po svojem perju in s tem poudarijo njegovo barvo. Ta kozmetična uporaba uropigialnih izločkov je bila opisana kot nanašanje 'ličil'.
- Jajce v Cincinnati Zoo
- Piščanec s sivim puhom
- Mladiček v naravnem rezervatu Ghadira, Malta
- Pododrasli piščanci ob jezeru Pulicat, Indija
- Rožnati plamenec ob jezeru Télamine, Oran, Alžirija

## Razširjenost
Najdemo ga v delih severne Afrike (vključno z obalnimi območji severne Alžirije, Egipta dlje v notranjosti vzdolž reke Nil, Libije, Maroka in Tunizije), delih podsaharske Afrike (Kenija, Madagaskar, Ruanda, Tanzanija, Uganda), južni Aziji (obalni Bangladeš, Pakistan, Indija in Šrilanka), Bližnjem vzhodu (Bahrajn, Ciper, Irak, Iran, Oman, Izrael, Zahodni breg, Kuvajt, Libanon, Katar in Združeni arabski emirati) in južni Evropi (vključno z Albanijo, Bolgarijo, Hrvaško, Francijo v Camargueu in na Korziki, Grčijo, Italijo, Slovenijo, Malto, Monakom, Črno goro, Severno Makedonijo, Portugalsko, Španijo in Balearskimi otoki ter Turčijo).
Najsevernejše gnezdišče je Zwillbrocker Venn v zahodni Nemčiji, blizu meje z Nizozemsko. V Združenih arabskih emiratih so zabeležili gnezdenje na treh različnih lokacijah v emiratu Abu Dhabi.
V Gudžaratu, obalni državi na zahodu Indije, lahko plamence opazujemo v ptičjem rezervatu Nal Sarovar, ptičjem rezervatu Khijadiya, mestu Flamingo City in ptičjem rezervatu Thol. Tam ostanejo skozi celotno zimsko sezono.

## Ekologija
Veliki plamenec prebiva v blatnih plitvinah in plitvih obalnih lagunah s slano vodo. Z nogami ptica dvigne blato, nato pa skozi kljun posesa vodo in filtrira majhne kozice, slane kozice, druge rake, semena (kot je riž), modrozelene alge, mikroskopske organizme (kot so diatomeje), ličinke žuželk (kot so kironomide) in mehkužce. Veliki flamingo se hrani s spuščeno glavo, zgornja čeljust pa je gibljiva in ni trdno pritrjena na lobanjo.
Kot vsi plamenci tudi ta vrsta izleže eno kredasto belo jajce na blatni kupček.

## Življenjska doba
Povprečna življenjska doba v ujetništvu je po podatkih živalskega vrta v Baslu več kot 60 let. V divjini je povprečna življenjska doba 30–40 let.

## Grožnje in plenilci

### Naravni
Odrasli veliki plamenci imajo malo naravnih plenilcev. Jajca in piščance lahko pojedo ptice ujede, vrane, galebi in štorklja afriški marabu (Leptoptilos crumenifer); ocenjena polovica plenjenja jajc in piščancev velikih plamencev prihaja od rumenonogega galeba (Larus michahellis).

### Človek
Glavne grožnje populacijam plamencev so bakterije, toksini in onesnaženje v vodnih virih, ki običajno odtekajo iz proizvodnih podjetij, ter poseganje v njihov habitat.

## V ujetništvu ljudi
Prva zabeležena izvalitev v živalskem vrtu je bila leta 1959 v živalskem vrtu Basel. V vzrejnem programu živalskega vrta Basel se je od leta 2000 izleglo več kot 400 ptic, od 20 do 27 na leto. Najstarejši znani veliki plamenec je bila ptica v živalskem vrtu Adelaide v Avstraliji, ki je poginila v starosti najmanj 83 let. Natančna starost ptice ni znana; ko je leta 1933 prispela v Adelaide, je bila že odrasla. Januarja 2014 je bila evtanazirana zaradi zapletov, povezanih s starostjo.